# 里見八犬伝 (1964年のフジテレビのテレビドラマ)
『里見八犬伝』（さとみはっけんでん）は、1964年8月5日から1965年1月27日までフジテレビ系列局で放送された時代劇である。フジテレビと日本電波映画の共同製作。ノーシン（荒川長太郎合名会社＝現・アラクス）の単独提供。放送時間は毎週水曜 19:00 - 19:30 （日本標準時）。全26話。

## 概要
滝沢馬琴作『南総里見八犬伝』の初のテレビドラマ化作品。主演は倉丘伸太郎（倉岡伸太朗）。同年12月にはNET（現・テレビ朝日）も『里見八犬伝』を中村錦之助（後の萬屋錦之介）主演でテレビドラマ化したが、本作の方が早く放送に至っている。

## キャスト

### 八犬士
- 犬塚信乃（孝）：倉丘伸太郎
- 犬飼現八（信）：平井昌一
- 犬川荘助（義）：高倉一郎
- 犬田小文吾（悌）：谷口登
- 犬山道節（忠）：上杉高也
- 犬江親兵衛（仁）：小林芳宏
- 犬坂毛野（智）：朝倉晴子
- 犬村大角（礼）：中岡慎太郎

### その他
- 伏姫（里見家の姫）：松山容子
- 浜路（里見家の姫、蟇六と亀篠の養女、信乃の妹）：佐治田恵子
- 網干左母二郎：栗塚旭
- 蟇六：谷口完
- 亀篠：山田桂子
- 舟虫（八犬士達を阻む悪女）：広岡三栄子
- ゝ大法師（金碗大輔孝徳＝伏姫の許嫁）：本郷秀雄
- 横堀在村（足利家家臣）：海老江寛
- 妙真（山林房八の母）：月宮於登女
- 里見義実（安房国・滝田城の城主）：原聖四郎
- 安西景連（安房国・館山城の城主）：吉田義夫
- 軍手五倍二：北村英三
- 簸上宮六：玉生司郎
- 新織帆太夫：出水憲司
- 土太郎（大塚蟇六の下人）：山中勇
- おくま：石月真子
- 文五兵ヱ：東光男
- 願人頓兵衛：福山博寿
- 尾羽内唐四郎：山口幸生
- 米庵：遠藤辰雄
- おぬい：春丘典子
- 小助：野崎善彦
- 権兵ヱ：月村晃平
- 糠助：水野浩
- 山林房八：倉丘伸太郎 ※犬塚信乃との二役
- 八房（里見家の飼犬）：白竜号
- ほか

## スタッフ
- 制作：村山光一（フジテレビ）、松本常保（日本電波映画）
- 原作：滝沢馬琴
- 脚本：村松道平
- 監督：萩原遼
- 音楽：小倉博
- 撮影：西前弘
- 照明：桃井敬一、松本久男
- 録音：竹川昌男
- 編集：宮田味津三
- 美術：鳥居塚誠一、宇佐美亮
- 殺陣：二階堂武
- ナレーター：柳川清（第1話）、泉田行夫（第2話以降）
- 制作：フジテレビ、日本電波映画

## 放送日程
| 話数   | 放送日         | サブタイトル   |
| ------ | -------------- | -------------- |
| 第1話  | 1964年8月5日   | 嵐の中の信乃   |
| 第2話  | 1964年8月12日  | 玉を持つ友     |
| 第3話  | 1964年8月19日  | 宝刀村雨丸     |
| 第4話  | 1964年8月26日  | 芳流閣の決闘   |
| 第5話  | 1964年9月2日   | 信乃の危難     |
| 第6話  | 1964年9月9日   | 二人の信乃     |
| 第7話  | 1964年9月16日  | 苦斗の犬士     |
| 第8話  | 1964年9月23日  | 三匹の悪人     |
| 第9話  | 1964年9月30日  | 刑場破り       |
| 第10話 | 1964年10月7日  | 荒目山の乱斗   |
| 第11話 | 1964年10月14日 | 山奥の怪物     |
| 第12話 | 1964年10月21日 | 妖怪の正体     |
| 第13話 | 1964年10月28日 | 化け猫退治     |
| 第14話 | 1964年11月4日  | 草原の盗賊     |
| 第15話 | 1964年11月11日 | 山賊の復讐     |
| 第16話 | 1964年11月18日 | 山賊退治       |
| 第17話 | 1964年11月25日 | 妖雲の城       |
| 第18話 | 1964年12月2日  | 犬士対魔人     |
| 第19話 | 1964年12月9日  | 魔人の逆襲     |
| 第20話 | 1964年12月16日 | 陰謀の渦       |
| 第21話 | 1964年12月23日 | 謎の女芸人     |
| 第22話 | 1964年12月30日 | 敵を狙う       |
| 第23話 | 1965年1月6日   | 義の人情の人   |
| 第24話 | 1965年1月13日  | 犬士安房へ行く |
| 第25話 | 1965年1月20日  | 里見家の危機   |
| 第26話 | 1965年1月27日  | 春 蘇える      |